# Si no has hecho nada malo, no tienes nada que esconder

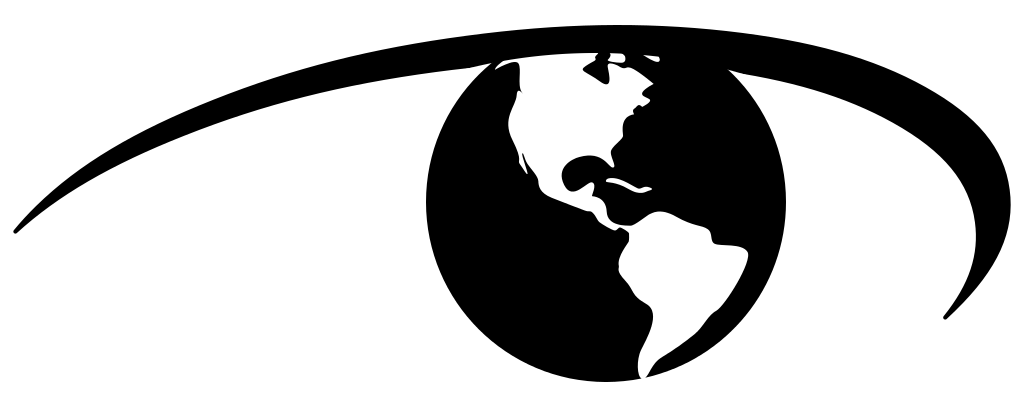
Imagen representando un ojo cuyo iris es el globo terráqueo

El argumento del nada que esconder es utilizado frecuentemente para afirmar que los programas de vigilancia no amenazan la privacidad a menos que descubran actividades ilegales. Y en caso de hacerlo, la persona cometiendo estas actividades no tiene el derecho de hacerlas en privado.
Una persona a favor de este argumento puede afirmar que "no tiene nada que esconder" y por lo tanto no expresa oposición a la vigilancia del gobierno. Un individuo puede decir que una persona no debería preocuparse por la vigilancia gubernamental si no tiene "nada que esconder".
El lema "Si no tienes nada que esconder, no tienes nada que temer" se ha usado en defensa del sistema de circuito cerrado de vigilancia utilizado en el Reino Unido.

## Predominio
Este argumento se usa comúnmente en discusiones relacionadas con la privacidad. 
El especialista legal, Geoffrey Stone, menciona que el uso del argumento es «demasiado común». Bruce Schneier, experto en seguridad de datos y criptógrafo, lo describe como «la retórica más común en contra de los entusiastas de la privacidad». Colin J. Bennett, autor de The Privacy Advocates, dijo que un defensor de la privacidad «tiene que refutar constantemente» este argumento. Bennett explicó que la mayoría de la gente «atraviesa sus vidas creyendo que los procesos de vigilancia no están dirigidos a ellos, sino a los malhechores» y que «la orientación dominante es que los mecanismos de vigilancia están dirigidos a otros", a pesar de la "evidencia de que el monitorieo del comportamiento individual se ha hecho rutinaria y diaria».
En el ámbito de las tecnologías de la información y la comunicación en países hispanoparlantes tiene poca relevancia y discusión, no así en países angloparlantes como Estados Unidos donde existen ONGs que se dedican exclusivamente a «conservar los derechos de libertad de expresión, como los protegidos por la Primera Enmienda a la Constitución de Estados Unidos, en el contexto de la era digital» como es el caso de la Electronic Frontier Foundation o EFF.

## Efecto en la protección a la privacidad
La etnógrafa Ana Viseu y su grupo Viseu et al afirman que el argumento "ha sido bien documentado en la literatura de la privacidad como la piedra a tropezar en el desarrollo de estrategias de protección de privacidad pragmáticas, y a su vez se encuentra relacionado a la naturaleza simbólica y ambigua del término 'privacidad' en sí misma". Explican además que "la privacidad es un concepto abstracto, y que la gente solamente se ve preocupada por su privacidad una vez que la ven perdida en sus vida".

## Argumentos a favor y en contra
Edward Snowden, "Decir que uno no se preocupa por el derecho a la privacidad, ya que no tienen nada que ocultar no es diferente a decir que no importa la libertad de expresión porque uno no tiene nada que decir"
Eric Schmidt, CEO de Google en ese entonces: "Si tienes algo que no quieres que nadie sepa, quizás no debiste haberlo hecho en primer lugar, pero si realmente necesitas ese tipo de privacidad, la realidad es que sitios de búsqueda como Google mantienen esta información por cierto tiempo, lo cual es importante, por ejemplo porque todos en Estados Unidos estamos sujetos a la Ley Patriota. Entonces es posible que dicha información sea facilitada a las autoridades.". Aun así en 2005, todos los reporteros de CNET fueron impedidos de hablar con empleados de Google luego de que CNET publicara un artículo el cual reveló datos privados sobre Schmidt.
Trent Lott, cuando se discutía el programa MAINWAY, el entonces senador de la mayoría del senado estadounidense dijo "¿De qué está preocupada la gente? ¿Cuál es el problema? ¿Están haciendo algo que no deberían?"
Daniel J. Solove (Profesor de leyes en la Universidad George Washington), escribió en un artículo de "The Chronicle of Higher Education" que se opone al argumento; escribió que un gobierno puede filtrar información sobre una persona y causarle daños o perjuicios a la misma, o usar información de una persona para negarle acceso a los servicios aunque la misma no haya hecho nada malo, e inclusive puede causar daños a la vida personal simplemente cometiendo errores. Solove también escribió "Cuando es enfrentado directamente, éste argumento puede atrapar porque encierra el debate sobre un concepto muy cerrado sobre privacidad. Pero al ser confrontado con la pluraridad de los problemas de la privacidad por la recolección de datos que efectúa el gobierno y su uso más allá de la vigilancia y el descrubrimiento, en el final, no tiene nada que decir".
Danah Boyd, una investigadora en medios de comunicación social se opone al argumento. Ha dicho que a pesar de que "La gente a menudo se siente inmune a la vigilancia estatal porque no han hecho nada malo" una entidad o grupo puede distorsionar la imagen de una persona y dañar su reputación o incluso inculparla por asociación para difamarla.
Adam D. Moore, autor de "Privacy Rights: Moral and Legal Foundations", dijo: "Es la visión de que los derechos son resistentes al costo/beneficio o argumentos consecuencialistas. Que estamos aquí negando el punto de vista en que los intereses en privacidad son del tipo de cosas que se pueden intercambiar por seguridad" También dijo que la vigilancia puede afectar desproporcionadamente ciertos grupos en la sociedad basándose en apariencia, etnicidad o religión. Moore mantiene también que hay al menos otros tres programas en los que este argumento prevalece. Primero, si los individuos tienen derecho a la privacidad, entonces el invocar dicho argumento es irrelevante. La privacidad, entendida como derecho a controlar los espacios, accesos e información personal, significa que es el poseedor de los mismos quien determina a quien se los brinda. Para explicar dicho punto, Moore ofrece el siguiente caso. "Imagine que al salir de su hogar un día encuentra a una persona hurgando entre su basura laboriosamente uniendo las notas y documentos rotos nuevamente. En respuesta a su silencio asombrado el responde: 'No tienes nada de que preocuparte - no hay razón para esconder nada, ¿o si?'" Segundo, los individuos pueden desear esconder comportamiento avergonzante o conductas no aceptadas por la cultura dominante. "Considere la historía médica o sexual de alguien. Imagine a alguien visitando la biblioteca para aprender acerca de los estilos de vida no aceptados por la mayoría." Finalmente, Moore dice que el argumento, de ser tomado seriamente, puede ser usado en contra de agentes del gobierno, políticos, y CEOs. Moore también dice que, políticos, jefes de policía, y CEOs no tienen nada que esconder así que deberían asimilar transparencia total al igual que el resto de nosotros. "Pero no lo hacen y cuando se les da las herramientas tecnológicas para observar, los políticos, jefes de policía, y/o CEO's están casi siempre convencidos de que observar a otros es algo bueno".
Bruce Schneier un experto en ciberseguridad y criptógrafo, expresó su oposición, citando lo dicho por el Cardenal Richelieu, "Si alguien me da seis líneas escritas de la mano del hombre más honesto, yo encontraré en ellas algo para hacerlo colgar", refiriéndose a como el gobierno puede encontrar aspectos en la vida de una persona para procesar o chantajear a la misma Schneier también dijo, "Muchos erróneamente caracterizan el debate "seguridad versus privacidad." Cuando la elección real es privacidad versus control."
Johann Hari, un escritor inglés, dijo que el argumento "Es irrelevante para con el emplazamiento de cámaras de circuito cerrado de televisión en lugares públicos en el Reino Unido porque las mismas están en lugares públicos donde uno es observado por mucha gente con la cual uno no es familiar y no en lugares donde "uno se escondería".
Emilio Mordini, filósofo y psicoanalista, dijo que el argumento es inherentemente paradójico. Las personas no tienen "algo que esconder" para necesitar esconder "algo". Lo que es relevante no es lo que está escondido, sino la experiencia de que es un área íntima, la cual puede ser escondida, a quienes su acceso podría estar restringido. Psicológicamente hablando, nos convertimos en individuos a través del descubrimiento de que podemos esconder algo de otras personas.
Julian Assange dice: "Aún no hay una respuesta absoluta. Pero Jacob Appelbaum (@ioerror) tiene una respuesta ingeniosa, si pregunta a la gente "¿quién le dice esto?", mientras le pasa su teléfono inteligente desbloqueado y le baja los pantalones. Mi respuesta sería: 'Bueno, usted es tan aburrido que no deberíamos estar hablándole, de hecho, nadie debería', pero filosóficamente hablando, la respuesta real es esta: La vigilancia masiva es una herramienta para modificar la estructura de la sociedad. Cuando la sociedad va mal, te va a llevar con ella, incluso si es usted la persona más amable sobre la tierra"